# Девятова, София Ивановна
София Ивановна Девятова (Кинделевич) (1932 — 2019) — советский передовик производства в электротехнической промышленности. Герой Социалистического Труда (1966).

## Биография
Родилась 20 июля 1932 года в селе Савинцы Винницкой области Украинской ССР в крестьянской семье.  Окончила семь классов.
С 1951 года работала оплётчицей Киевского кабельного завода МЭП СССР.
С. И. Девятова освоила сложное ремесло оплётки кабелей хлопчатобумажными нитками, для разных видов проводов необходима была определённая пряжа, поэтому за одну смену приходилось менять на станках до 550 шпуль (гигантских бобин). С. И. Девятова вместо положенных 20 станков стала обслуживать 25, а затем — 50 станков. Свой личный план выполнила досрочно не за семь, а за пять лет.
На базе своей бригады коммунистического труда С. И. Девятова организовала школу передового опыта, признавалась лучшим наставником города Киева.
8 августа 1966 года  Указом Президиума Верховного Совета СССР «за выдающиеся успехи в выполнении семилетнего плана и достижение высоких показателей работы» София Ивановна  была удостоена звания Героя Социалистического Труда с вручением Ордена Ленина и золотой медали «Серп и Молот».
1 марта 1974 года  Указом Президиума Верховного Совета СССР «за отличие в труде» С. И. Девятова была награждена Орденом Трудового Красного Знамени.
С. И. Девятова продолжала работать на Киевском кабельном заводе — оплётчицей,  мастером, старшим мастером и наладчицей оборудования. Окончила вечернюю школу, в 1978 году — Высшую школу профсоюзного движения ВЦСПС имени Н. М. Шверника.
Помимо основной деятельности с 1960 по 1964 годы избиралась депутатом Шевченковского районного Совета депутатов трудящихся, с 1967 по 1973 годы — Киевского городского Совета депутатов трудящихся. В 1976 году избиралась делегатом XXV съезда КПСС, в 1959, 1963 и в 1968 годах — 12-14-го съездов профсоюзов СССР, в 1982 году — Всемирного конгресса женщин в Праге (1982). Была членом Киевского городского совета профсоюзов, Киевского городского комитета КПСС.
С 1989 года на пенсии. В 1991 году создала и возглавила вокальный ансамбль «Мрия» («Мечта»). За 25 лет творческой деятельности ансамбль «Мрия» дал свыше 1000 концертов.
Умерла 4 августа 2019 года в Киеве.

## Награды
- Медаль «Серп и Молот» (08.08.1966)
- Орден Ленина (08.08.1966)
- Орден Трудового Красного Знамени (01.03.1974)
- Орден княгини Ольги III степени (20.01.2006)[3]
- Медаль «За трудовую доблесть» (20.12.1962)